# Diplarche
Diplarche je bývalý rod rostlin z čeledi vřesovcovité. V současné taxonomii je vřazen do rodu pěnišník (Rhododendron).

## Druhy
- Diplarche multiflora
- Diplarche pauciflora